# Arktická národní přírodní rezervace
Arktická národní přírodní rezervace (Arctic National Wildlife Refuge – ANWR) pokrývá území o rozloze 78 050,59 km 2 v severovýchodním výběžku státu Aljaška (USA). Na severu hranici území tvoří pobřeží Beaufortova moře (Severní ledový oceán), východní hranice je totožná se státní hranicí mezi Kanadou a USA. Na západ od tohoto chráněného území, v centrální části Brooksova pohoří, se nachází národní park Brány Arktidy (Gates of the Arctic National Park).

## Historie
První snahy o ochranu tohoto severovýchodního území Aljašky se objevily počátkem 50. let 20. století. Impulsem k tomu se stal článek George Collinse a biologa Lowella Sumnera Northeast Alaska: The Last Great Wilderness, publikovaný v roce 1953 v časopise amerického Sierra Clubu. Ochrana tohoto území byla na federální úrovni poprvé vyhlášena ministerstvem vnitra USA v roce 1960, za vlády prezidenta Dwighta D. Eisenhowera. V roce 1980 přijal Kongres USA zákon Alaska National Interest Lands Conservation Act.

## Charakteristika území

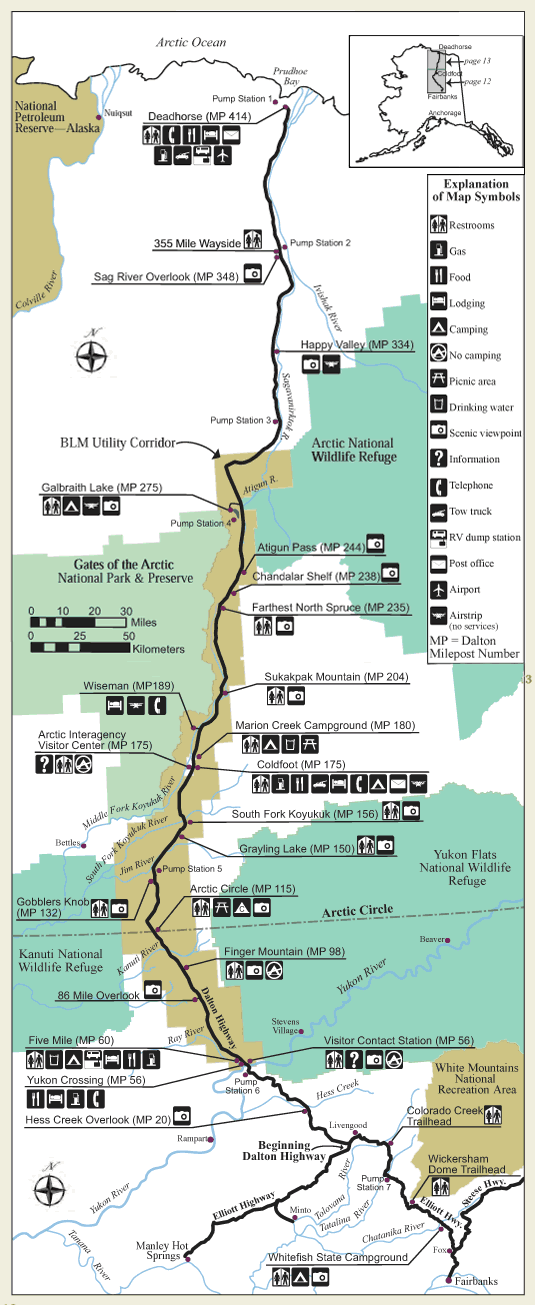
Trasa Dalton Highway

Na území Arktické národní přírodní rezervace se nacházejí různé ekosystémy – alpínské louky, ledovce, tundra, tajga i chladná savana. Páteří celé oblasti, která jí prochází od západu k východu, je Brooksovo pohoří, které zde dosahuje výšky přes 3000 m n. m. Je charakteristické strmými vrcholky, četnými jezery a vodními toky. Z tohoto kontinentálního rozvodí řeky plynou jednak na sever do Severního ledového oceánu, a jednak k jihu, kde se vlévají do řeky Yukon.
Na rozlehlém a pro člověka obtížně přístupném území žijí různé druhy živočichů. Z větších savců jsou to medvěd grizzly, medvěd černý, rosomák, los, pižmoň, vlk a rys. Nejtypičtějšími pro tuto oblast jsou však tisícihlavá stáda sobů karibu, migrující z jihu oblasti na severní pobřeží.

## Dostupnost
Na území ANWR nejsou žádné silnice ani železnice. Pouze silnice Dalton Highway, vedoucí od jihu z Fairbanksu na sever do zátoky Prudhoe Bay, která je zároveň nejsevernějším bodem, dosažitelným po panamerické síti silnic, se v místech, kde překračuje severní polární kruh, téměř dotýká západního okraje Arktické národní přírodní rezervace. (Trasa Dalton Highway je prakticky totožná se severním úsekem trasy 1288 km dlouhého ropovodu Prudhoe Bay – Valdez).
Pokud jde o osobní dopravu, cestovat do této oblasti lze jen letecky. Letiště pro veřejnou dopravu je například poblíž Deadhorse, v Prudhoe Bay je pouze heliport. Uvnitř národní přírodní rezervace je možné se pohybovat pouze pěšky, na koni či na lodi. Nejbližším trvale osídleným místem je obec Kaktovik na ostrově Barter v Beaufortově moři se zhruba 250 obyvateli – Inuity. Další sídlo se nachází až na jižní hranici rezervace. Je to Arctic Village, obec kmene Gwich’in z indiánského národa Athabasků, původních obyvatel Aljašky. Jediným městem v této severní části Aljašky je Barrow, které leží západně od ANWR na pobřeží Čukotského moře. Je to nejsevernější město USA, které má letecké spojení s Anchorage a Fairbanksem.

## Ohrožení

### Těžba ropy

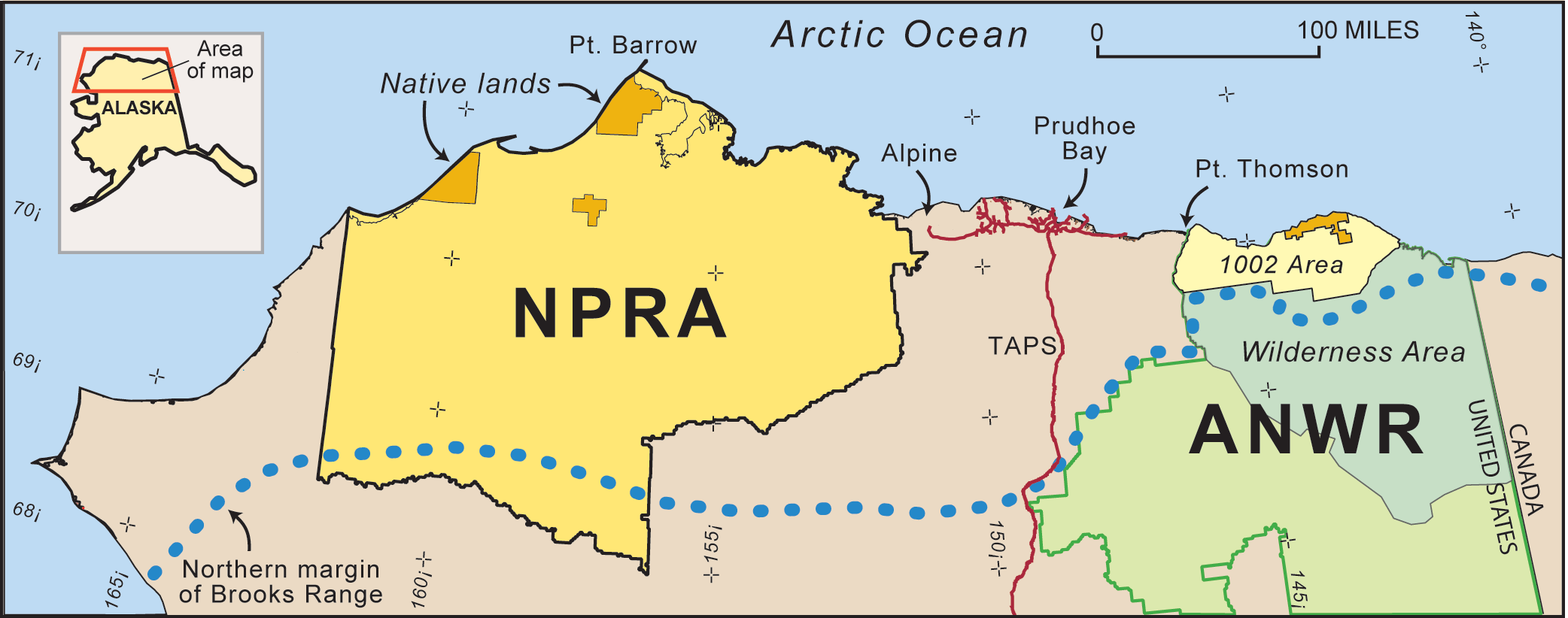
Ropná pole a přirodní rezervace na severu Aljašky

Již v roce 1968 byla objevena naleziště ropy na severním pobřeží Aljašky u Prudhoe Bay. Tím byl dán popud ke sporu mezi těžaři, ochránci přírody i jednotlivými skupinami místních obyvatel. Tento spor se naplno rozhořel po roce 1977, kdy byla zahájena těžba a z Prudhoe Bay byl vybudován 800 mil dlouhý ropovod do Valdezu. Kontroverze pokračují až do současnosti. V oblasti Prudhoe Bay jsou největší severoamerická ropná pole, nachází se zde 20 % ropných zásob země. Nezanedbatelné jsou tlaky na další rozšíření těžby, zejména v pobřežní oblasti, označované podle čísla vyhlášky, umožňující zde ropný průzkum, jako 1002 Area. Tato oblast, vyhledávaná soby a v zimě též ledními medvědy, představuje zhruba 8 procent celkové plochy rezervace. Například těžbě ropy výměnou za peněžní profit jsou nakloněni i inuitští obyvatelé Kaktoviku, pod jejichž obcí se má nacházet vydatné ropné ložisko. Naproti tomu indiáni Gwich’inové, jejichž životní styl a kultura jsou závislé na existenci sobů a kteří severní pobřežní oblasti nazývají "svatým místem, kde započal život" (sacred place where life begins), se důrazně staví proti rozšiřování těžby. Těžbou ropy a ropovody je ohrožena nejen současná populace sobů a dalších živočichů, ale hrozí i dlouhodobé následky. Potvrzením tohoto faktu byl i velký únik ropy, k němuž došlo v oblasti Prudhoe Bay kvůli netěsnosti ropovodu v roce 2006. Další havárie následovaly v příštích letech.
V 70. letech byla jen menší část dnešní ANWR navždy vymezena jako nedotknutelná divočina, o deset let později byla ochrana rozšířena na další území. V lednu roku 2015 přednesl americký prezident Barack Obama návrh, že tato nejvyšší ochrana by měla být rozšířena na 97 procent území Arktické národní přírodní rezervace, což opět vyvolalo nemálo kontroverzí.

### Požáry
Kromě těžby ropy bývají chráněná území na severu Aljašky čas od času ohrožována také velkými požáry.